# Anne Dacier
Anne Dacier, född Lefebre, född 5 augusti 1654, död 17 augusti 1720 var en fransk filolog. Hon var gift med André Dacier.
Dacier utgav bland annat Publius Annius Florus (1674), Kallimachos från Kyrene (1675), Eutropius (1683) samt översättningar av Aristofanes (1684), Terentius (1688), Iliaden (1699) och Odysséen (1708).